# Municipio de Cody
El municipio de Cody (en inglés: Cody Township) es un municipio ubicado en el condado de Mellette en el estado estadounidense de Dakota del Sur. En el año 2010 tenía una población de 33 habitantes y una densidad poblacional de 0,17 personas por km².

## Geografía
El municipio de Cody se encuentra ubicado en las coordenadas 43°39′48″N 100°32′8″O / 43.66333, -100.53556. Según la Oficina del Censo de los Estados Unidos, el municipio tiene una superficie total de 190.68 km², de la cual 190,6 km² corresponden a tierra firme y (0,04 %) 0,08 km² es agua.

## Demografía
Según el censo de 2010, había 33 personas residiendo en el municipio de Cody. La densidad de población era de 0,17 hab./km². De los 33 habitantes, el municipio de Cody estaba compuesto por el 100 % blancos. Del total de la población el 0 % eran hispanos o latinos de cualquier raza.